# Truckee
Truckee és una població dels Estats Units a l'estat de Califòrnia. Segons el cens del 2000 tenia 13.864 habitants.

## Demografia
Segons el cens del 2000, Truckee tenia 13.864 habitants, 5.149 habitatges, i 3.563 famílies. La densitat de població era de 164,5 habitants/km².
Dels 5.149 habitatges en un 37,1% hi vivien nens de menys de 18 anys, en un 58,2% hi vivien parelles casades, en un 6,7% dones solteres, i en un 30,8% no eren unitats familiars. En el 18,7% dels habitatges hi vivien persones soles el 3,2% de les quals corresponia a persones de 65 anys o més que vivien soles. El nombre mitjà de persones vivint en cada habitatge era de 2,68 i el nombre mitjà de persones que vivien en cada família era de 3,09.
Per edats la població es repartia de la següent manera: un 26,7% tenia menys de 18 anys, un 7% entre 18 i 24, un 36,8% entre 25 i 44, un 24% de 45 a 60 i un 5,5% 65 anys o més.
L'edat mediana era de 35 anys. Per cada 100 dones de 18 o més anys hi havia 112 homes.
La renda mediana per habitatge era de 58.848 $ i la renda mediana per família de 62.746 $. Els homes tenien una renda mediana de 38.631 $ mentre que les dones 29.536 $. La renda per capita de la població era de 26.786 $. Entorn del 2,8% de les famílies i el 4,6% de la població estaven per davall del llindar de pobresa.

## Poblacions més properes
El següent diagrama mostra les poblacions més properes.